# Tetrastichus dignus
Tetrastichus dignus är en stekelart som beskrevs av Kostjukov 1995. Tetrastichus dignus ingår i släktet Tetrastichus och familjen finglanssteklar. Inga underarter finns listade i Catalogue of Life.